# Barco de quilha

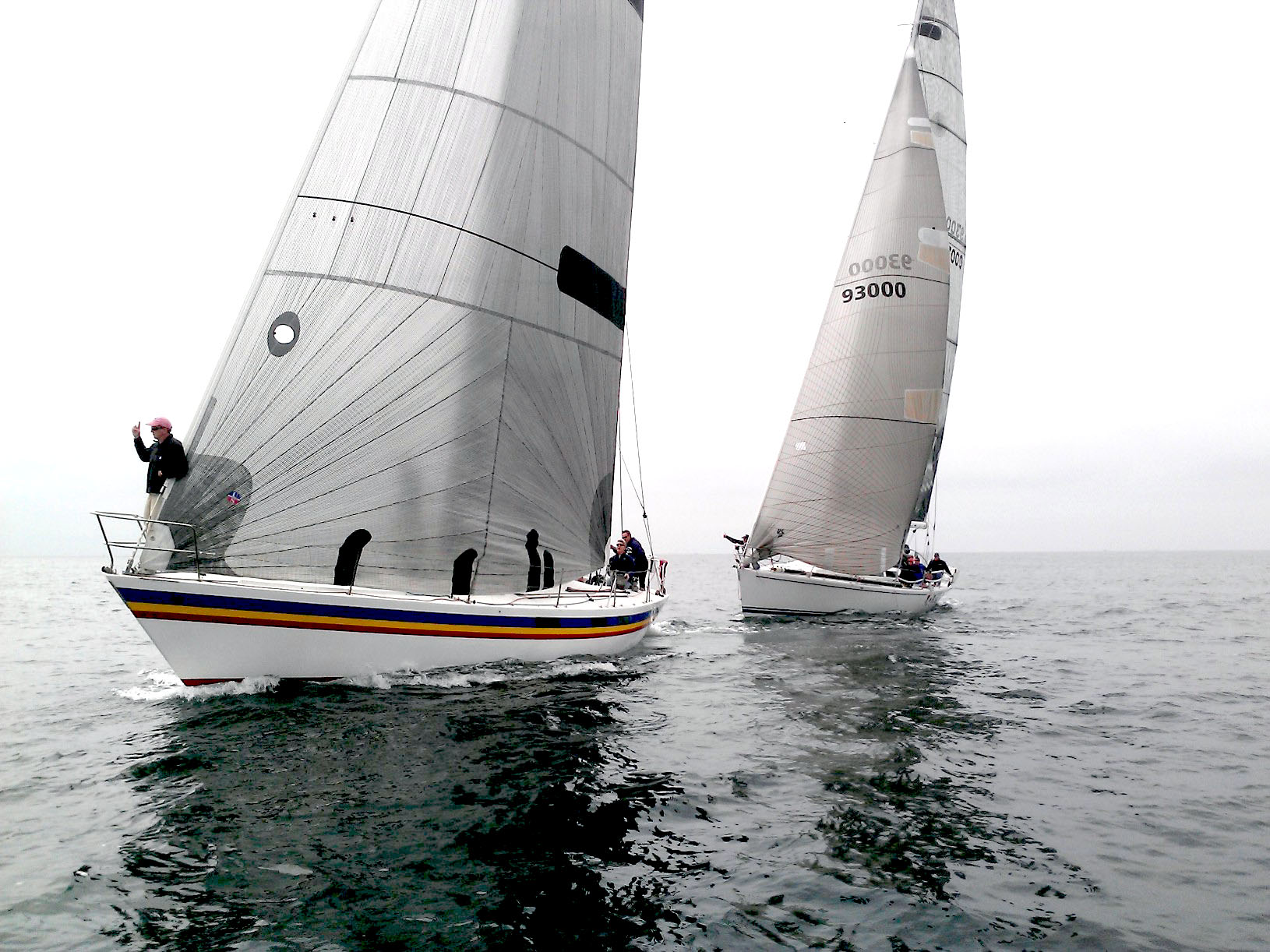
Corrida de barcos de quilha modernos

Um barco de quilha é um barco de trabalho com capacidade de carga fluvial ou uma embarcação à vela recreativo de pequeno a médio porte. Os barcos da primeira categoria têm quilhas estruturais rasas e têm fundo quase plano e costumam usar leeboards se forçados em águas abertas, enquanto os barcos recreativos modernos têm quilhas de barbatanas fixas proeminentes e calado considerável. Os dois termos podem derivar de palavras cognatas com significado final diferente.
Trata-se de um tipo de barco fluvial geralmente longo e estreito em forma de charuto, ou barcaça de água desprotegida que às vezes também é chamada de barco de vara, construído tem cerca de uma quilha fina e é projetado como um barco construído para a navegação de rios, lagos rasos e, às vezes, canais que eram comumente usados na América, incluindo o uso em grande número por colonos que seguiam para o oeste. Eles também foram amplamente usados para transportar carga para o mercado e para expedições de exploração e comércio, pois o transporte aquático era então o meio mais eficaz para transportar cargas volumosas ou pesadas.
Os barcos de quilha eram semelhantes aos barcos fluviais, mas, como outras barcaças, não tinham propulsão e eram normalmente impulsionados e dirigidos com remos ou postes. Os barcos de quilha foram usados para exploração, como durante a Expedição de Lewis e Clark, mas foram usados principalmente para transportar cargas ou colonos no início do século XIX. O processo de mover uma quilha rio acima foi extremamente difícil, embora dependesse da corrente. A maioria desses barcos de quilha tinha de 15 a 24 m (50 a 80 pés) de comprimento e 5 m de largura. Eles geralmente tinham uma cabine no meio ou na parte traseira, mas às vezes eram construídos com um convés aberto. Mike Fink é provavelmente o velejador mais notável da história.